# Berenice Quezada
Berenice Quezada, née le 28 septembre 1993 à El Rama (Nicaragua), est un mannequin et une femme politique nicaraguayenne.
Élue Miss Nicaragua 2017, elle représente son pays au concours de Miss Univers.
En vue de l'élection présidentielle de 2021, elle est un temps candidate à la vice-présidence du pays comme colistière d'Oscar Sobalvarro (en).

## Biographie

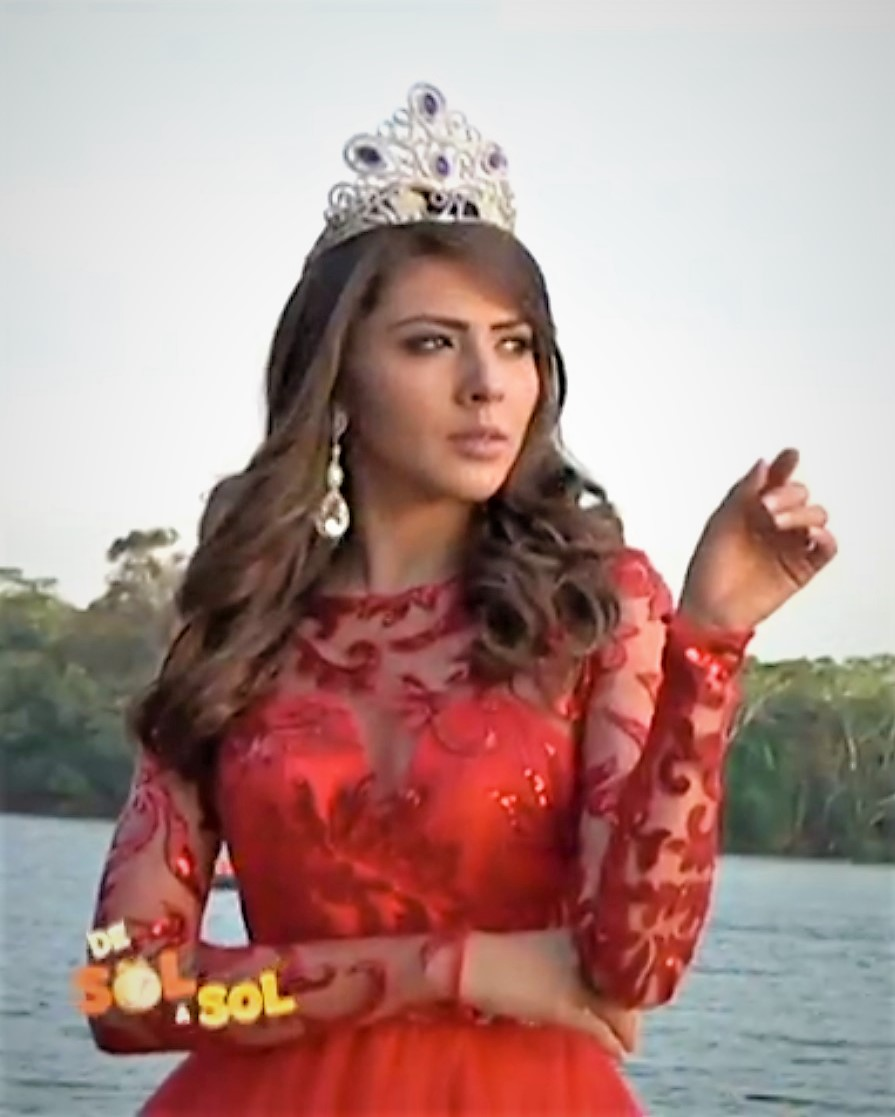
Berenice Quezada en 2017.

Née à El Rama, Berenice Quezada est titulaire d'un diplôme en tourisme et gestion hôtelière.
Le 25 mars 2017, elle est couronnée Miss Nicaragua 2017 par sa prédécesseure Marina Jacoby (en). Elle représente le Nicaragua à Miss Univers 2017 mais ne figure pas dans le classement final.
À la suite d'arrestations massives visant des candidats de l'opposition durant la campagne électorale nicaraguayenne de 2021, le parti de droite Alliance Citoyens pour la liberté (CxL) choisit l'ancien commandant Oscar Sobalvarro (en) comme candidat à la présidence du pays et Berenice Quezada, âgée de 27 ans, pour être sa colistière,.
Elle a activement participé aux manifestations de 2018-2019 contre le président Daniel Ortega. Cependant, cet engagement est mis en parallèle avec son activité de mannequin pour Nicaragua Diseña, média dirigé par Camila Ortega, la fille du chef de l'État et de son épouse, la vice-présidente Rosario Murillo. Beatrice Quezada avait également publié des articles sur les réseaux sociaux pour soutenir son parti, le Front sandiniste de libération nationale.
Dans la nuit du 3 août 2021, elle est assignée à résidence et finalement interdite de se présenter au scrutin.